# Rehagen (Am Mellensee)

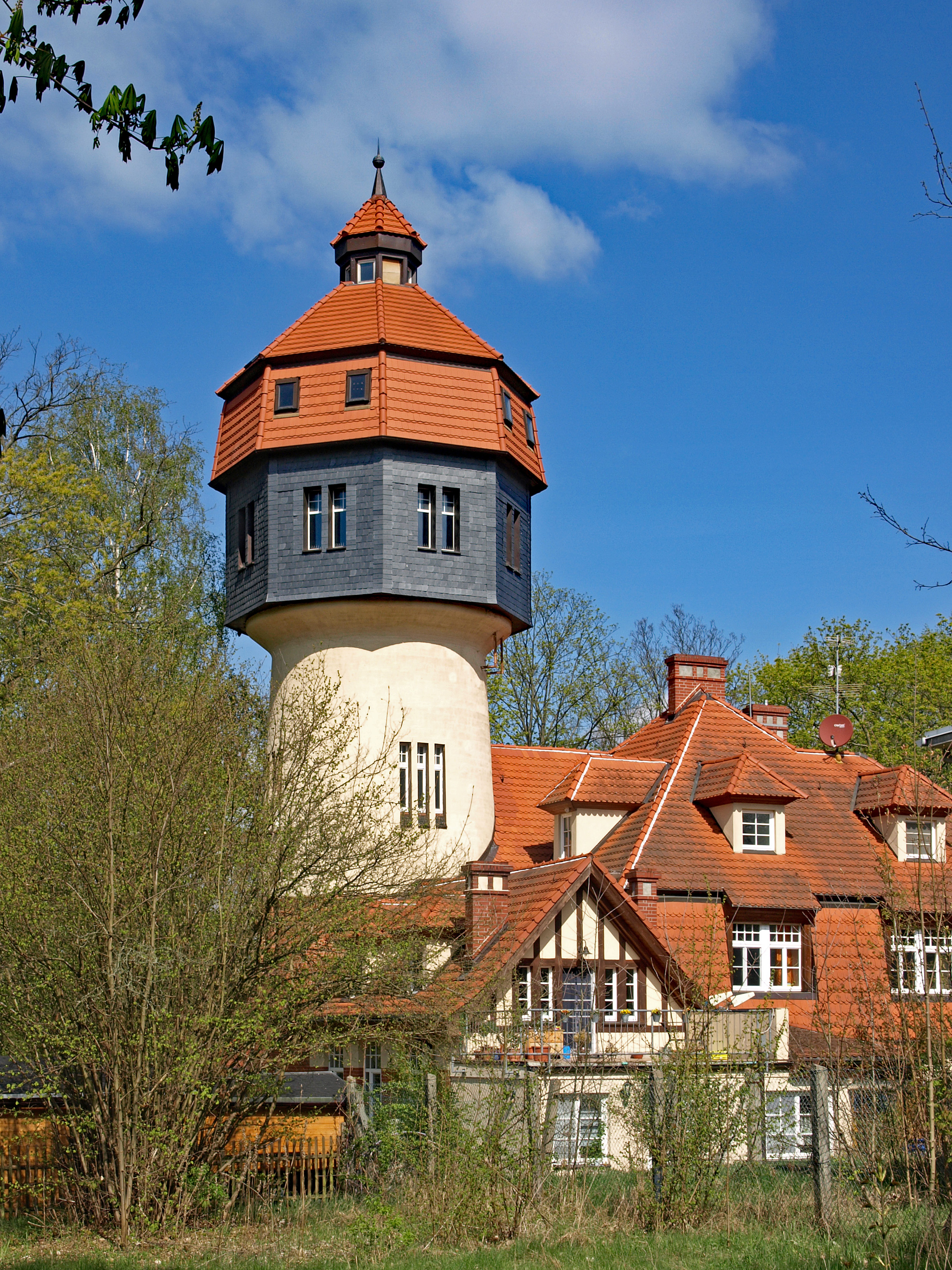
Wasserturm

Rehagen ist ein Ortsteil der amtsfreien Gemeinde Am Mellensee im Landkreis Teltow-Fläming (Brandenburg). Bis zum im Jahre 2002 erfolgten Zusammenschluss mit anderen benachbarten Gemeinden zur (Groß-)Gemeinde Am Mellensee war Rehagen eine selbstständige Gemeinde innerhalb des damaligen Amtes Am Mellensee.

## Geographische Lage und Gliederung

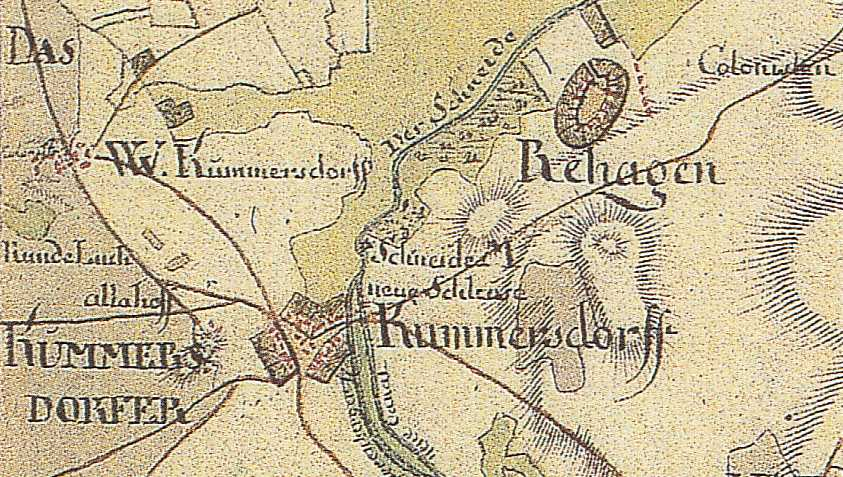
Rehagen 1767–1787, Ausschnitt aus dem Schmettau’schen Kartenwerk

Rehagen befindet sich etwa 35 Kilometer südlich von Berlin im Landkreis Teltow-Fläming. Es liegt zentral im Gemeindegebiet der Gemeinde Am Mellensee. Im Osten grenzt es an die Gemarkung Klausdorf, im Süden an die Gemarkung Sperenberg, im Westen an die Gemarkung Kummersdorf-Alexanderdorf und im Norden an die Gemarkung Saalow, alle Orte sind Ortsteile der Gemeinde Am Mellensee.
Der Ort gliedert sich in die Wohnbereiche Bahnhof, Siedlung und die 1993/94 rekonstruierte Dorfaue. 2006 umfasste die Gemarkung 959 ha, und es wohnten 733 Personen im Ort.

## Geschichte
Rehagen wurde relativ spät 1541 als „Rehehagen“ erstmals urkundlich erwähnt. Der Name leitet sich von mnd. re = Reh und mnd. hägen = Hag, Grenzhecke, Hain, Gehölz, eingefriedetes Grundstück ab. Rehagen ist damit als ursprünglicher Flurname zu interpretieren. 1655 wird bei Rehagen eine Flur, der alte Rehagen genannt; er bezeichnet nach Schlimpert wahrscheinlich die ursprüngliche Ortslage. Im selben Jahr wird auch „… des Schulzen Acker, der ‚Wucrow‘ genannt“ erwähnt. Nach Schich könnte Wucrow auch von slaw. ogord = Garten abgeleitet sein. Nach der Dorfform handelt es sich ursprünglich um ein Runddorf. Rundlinge werden in der heutigen Forschung als Plansiedlungen interpretiert, die im 12./13. Jahrhundert während der deutschen Ostsiedlung im Durchdringungsbereich von slawischen und deutschen Siedlern entstanden sind.
Rehagen gehörte 1541 zum Zeitpunkt der ersten urkundlichen Nennung zum Amt Zossen, das aus der früheren Herrschaft Zossen hervorgegangen war. Nach dem Erbregister des Amtes Zossen von 1583 hatte das Dorf „seit alters“ 12 Hufen, die von elf Bauern bewirtschaftet wurden. Der Lehnschulze hatte zwei Hufen, die übrigen Bauern je eine Hufe unter dem Pflug. Eine Hufe umfasste 18 Morgen 106 Quadratruten, was nach heutigem Maß etwa 7,3 ha entspricht. Außerdem wohnten vier Kossäten im Dorf. Zwei Kossätenstellen waren aber erst 1572 und 1576 neu aufgebaut worden. Für 1624 wird zusätzlich noch ein Hirte erwähnt. 1755 werden neben Nachtwächter, Schulmeister und zwei Hirten auch erste Handwerker (ein Radmacher, ein Tischler) erwähnt. Weiter wird erstmals ein Schankkrug (beim Schulzen) genannt. 1840 zählte der Ort bereits 30 Wohnhäuser. 1858 werden neben den Bauern mit Knechten und Mägden ein Schuhmachermeister mit einem Gesellen, ein Schneidermeister, zwei Zimmergesellen, ein Tischlermeister, ein Stellmachermeister, ein Grobschmiedemeister, drei Händler und ein Musikant sowie der Krug genannt. Der Ort hatte 258 Einwohner. 1875 wurde die Königlich Preußische Militär-Eisenbahn (KME) zum Schießplatz Kummersdorf gebaut. Rehagen und Klausdorf erhielten 1875 einen gemeinsamen Bahnhof im Osten des Ortskerns von Rehagen auf Rehagener Gemarkung, meist als Bahnhof Clausdorf-Rehagen oder Rehagen-Clausdorf bezeichnet. Um 1900 wurden bereits 69 Wohnhäuser gezählt, 1931 bereits 112.
1945 wurden 95 ha Land enteignet und aufgeteilt. 1958 entstand eine LPG Typ III mit zunächst 27 Mitgliedern und 225 ha bewirtschafteter Nutzfläche. 1961 hatte die LPG dann 67 Mitglieder und 368 ha Nutzfläche.
Auf dem Gebiet des ehemaligen Bahnhofs wurde ab 1920 in Rehagen/Klausdorf ein Bataillon Eisenbahnpioniere stationiert. Dieses Areal wurde ab 1945 von den sowjetischen Truppen abgeriegelt und genutzt. Auf dem Teil des Geländes um den Wasserturm ist nach umfangreicher Entsorgung und Rekonstruktion das Wohngebiet „Busenberg“ entstanden. Der Bahnhof wurde 1998 außer Betrieb gestellt.
Das Amt Zossen, zu dem Rehagen zum Zeitpunkt der ersten urkundlichen Nennung gehörte, wurde um 1600 dem Kreis Teltow angegliedert. Zusammen mit der ehemaligen Vogtei Trebbin und der Herrschaft Wusterhausen-Teupitz wurde das Amt Zossen als Ämterkreis innerhalb des vergrößerten Kreises Teltow bezeichnet (im Unterschied zum alten Kreis Teltow, der auch Hoher Teltow oder Hauptkreis genannt wurde). Im Zuge der Kreis- und Bezirksreform im Jahr 1952 kam Rehagen zum neuen Kreis Zossen, der aus Teilen des alten Kreis Teltow und des Kreises Luckenwalde gebildet worden war. Von 1990 bis 1993 hieß dieser dann Landkreis Zossen. Der Landkreis Zossen wurde 1993 im Zuge der Kreisreform nach der politischen Wende in Ostdeutschland mit den Kreisen Jüterbog und Luckenwalde zum neuen Landkreis Teltow-Fläming zusammengelegt.
Bevölkerungsentwicklung (Quelle bis 1971: Historisches Ortslexikon)
| Jahr | Einwohner                         |
| ---- | --------------------------------- |
| 1583 | ca. 60–75 (11 Bauern, 4 Kossäten) |
| 1734 | 194                               |
| 1772 | 129                               |
| 1801 | 172                               |
| 1817 | 147                               |
| 1840 | 184                               |
| 1858 | 254                               |
| 1895 | 474                               |
| 1925 | 771                               |
| 1939 | 1446                              |
| 1946 | 995                               |
| 1964 | 810                               |
| 1971 | 775                               |
| 2006 | 733                               |
| 2015 | 792                               |
| 2021 | 965                               |

## Kirchliche Organisation
Rehagen war 1605 in die Pfarre Zossen inkorporiert und hatte keine eigene Kirche. 1755 und später gehörte Rehagen zur Pfarre in Sperenberg innerhalb der Superintendentur Zossen.

## Vereine
- Männerchor Rehagen 1895 e. V. – Der Männerchor Rehagen ist weit über die Kreisgrenzen beliebt und bekannt.[9]
- Heimat- und Freizeitverein Rehagen 2010

## Feuerwehr

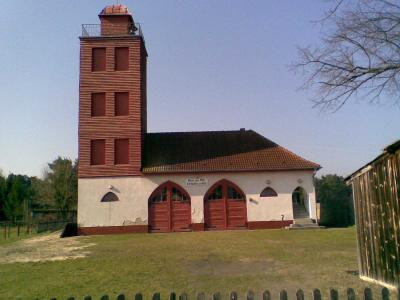
Feuerwehrhaus der Freiwilligen Feuerwehr Rehagen

Die Freiwillige Feuerwehr Rehagen wurde 1924 gegründet. Sie besteht per 1. Januar 2012 aus 19 aktiven Kameraden, 6 Ehrenmitgliedern und 5 Jugendfeuerwehrmitgliedern.

## Verkehr
Rehagen liegt an der Straße von Mellensee nach Kummersdorf-Gut. Die Dorfaue, der ursprüngliche Rundling, liegt westlich der Durchgangsstraße. Von der Durchgangsstraße nach Osten biegt die Rehagener Bahnhofstraße ab, die zum 1998 stillgelegten Bahnhof Rehagen-Klausdorf führt. Die Bahnstrecke Zossen–Jüterbog wurde 2003 durch die Erlebnisbahn GmbH & Co. KG übernommen, die darauf Draisinenfahrten veranstaltet.

## Anmerkung
1. ↑  Allerdings bezeichnet Rehagen auch eine Anlage zum Fangen von Rehen. Ein Rehagen ist eine Hecke oder Flechtwerk, das quer zu den bekannten Wechseln der Rehe gepflanzt oder gezogen wird. In Abständen sind Lücken gelassen, an deren Ende Pflöcke eingeschlagen sind, auf denen Querstangen befestigt sind. An diesen Querstangen werden dicht an dicht Schnüre mit Schlaufen am unteren Ende gehängt. Dann werden die Rehe auf diese Lücken zugetrieben und verfangen sich in den Schlaufen, die sich zuziehen. Gelegentlich werden die Rehe auch durch die Lücken in eine Umfriedung getrieben und danach erst werden die Schlaufen befestigt. Dann werden die Rehe durch Hunde aus der Umfriedung durch die Lücken getrieben. Die Fangmethode galt schon früher als nicht waidmännisch. Nach: Georg Franz Dietrich aus dem Winckell: Handbuch für Jäger, Jagdberechtigte und Jagdliebhaber, Band 1. Die hohe Jagd. 422 S., Neudamm, 1858 (Digitalisat in der Google-Buchsuche)